# Pachyplectron
Pachyplectron is een geslacht uit de orchideeënfamilie en de onderfamilie Orchidoideae.
De drie soorten zijn endemisch in Nieuw-Caledonië.

## Naamgeving en etymologie
De botanische naam Pachyplectron is een samenstelling van Oudgrieks παχύς, pachus (dik, groot) en πλῆκτρον, plēktron, (spoor), wat slaat op de opvallende spoor bij de bloem.

## Kenmerken
Pachyplectron is een geslacht van kleine, onopvallende terrestrische orchideeën met roodbruine bladeren in een basale spiraal. De wortelstok is vlezig. De kleine bloemen staan in een eindstandige spiraal. De bloemlip draagt een opvallende spoor. Het gynostemium draagt één rechtopstaande vruchtbare meeldraad en twee grote onvruchtbare meeldraden of staminodia. Er zijn twee meelachtige pollinia met een duidelijk viscidium.

## Habitat en verspreiding
Pachyplectron is een geslacht van loofbossen in Nieuw-Caledonië.

## Taxonomie
- Pachyplectron aphyllum T.Hashimoto
- Pachyplectron arifolium Schltr.
- Pachyplectron neo-caledonicum Schltr.